# Liste der Straßen in Oberhausen-Holten
Die Liste der Straßen in Oberhausen-Holten beschreibt das Straßensystem im Oberhausener Stadtteil Holten im Stadtbezirk Sterkrade mit den entsprechenden historischen Bezügen.

## Überblick
In Holten leben 5.520 Einwohner (Stand: 31. Dezember 2012) auf einer Fläche von 3,43 km². Holten bildet zusammen mit Barmingholten, dem Norden von Biefang, dem äußersten Westen von Königshardt Schmachtendorf und Walsumermark den Postleitzahlenbezirk 46147.
Der Stadtteil wird – im Norden beginnend – im Uhrzeigersinn folgendermaßen begrenzt: Bahnstrecke Oberhausen–Arnhem zu Schmachtendorf, Bundesautobahn 3 zur Schwarzen Heide, Bundesautobahn 3, Königstraße, Kuhweg und eine Linie in südöstliche Richtung bis südwestlich der Kurfürstenstraße zu Biefang, eine Linie etwa parallel zur Kurfürstenstraße zu Duisburg-Röttgersbach, der Revierpark Mattlerbusch und die Sassenstraße zu Duisburg-Wehofen, das Klärwerk Emschermündung zu Dinslaken-Hiesfeld, die Emscher, die HOAG-Trasse, die Hartfeldstraße, die Emmericher Straße und die Habichtstraße zu Barmingholten.
In Holten gibt es 56 benannte Verkehrsflächen, darunter zwei Plätze. Davon befinden sich acht Straßen nur teilweise im Stadtteil:

Die Emmericher Straße wird in Barmingholten fortgesetzt, die Hühner- und die Sternstraße beginnen an der Emmericher Straße und führen nach Schmachtendorf. Der Kuhweg und die Kurfürstenstraße führen nach Biefang, die Kathstraße und die Lindgensstraße werden in Röttgersbach fortgeführt.
Im Norden des Ortsteils Waldteich sind mehrere Straßen nach Feldherren des Dreißigjährigen Kriegs benannt.
Hierzu gehören: Ernststraße, Gustav-Adolf-Straße, Tillystraße und Wallensteinstraße.
Durch Holten verlaufen einige Landes- und Kreisstraßen.
- Landesstraße 4: (aus Barmingholten kommend) – Emmericher Straße – L 155
- Landesstraße 66: L 155 – Siegesstraße – Kurfürstenstraße – (Ende an der L 287 in Biefang)
- Landesstraße 155: (aus Wehofen kommend) – Dinslakener Straße – Am Stadtgraben – Burgstraße – Bahnstraße – Weseler Straße (weiter in Alsfeld)
- Kreisstraße 10: (aus Barmingholten kommend) – Drostenkampstraße – L 155 – Weißensteinstraße – (weiter in der Schwarzen Heide)

## Übersicht der Straßen und Plätze
Die nachfolgende Tabelle gibt eine Übersicht über die vorhandenen Straßen, Wege und Plätze im Stadtteil sowie einige dazugehörige Informationen.
- Name: aktuelle Bezeichnung der Straße oder des Platzes.
- Länge/Maße in Metern:
- Die in der Übersicht enthaltenen Längenangaben sind gerundete Übersichtswerte, die in Google Earth mit dem dortigen Maßstab ermittelt wurden. Sie dienen Vergleichszwecken und werden, sofern amtliche Werte bekannt sind, ausgetauscht und gesondert gekennzeichnet.
Bei Plätzen sind die Maße in der Form a × b angegeben.
- Der Zusatz im Stadtteil gibt an, dass die Länge die des Straßenabschnitts innerhalb Holtens ist, sofern die Straße in benachbarte Stadtteile weitergeführt wird.
- Der Zusatz ohne Stichstraßen gibt bei verzweigten Straßen die Länge der „Hauptstraße“ an.
- Der Zusatz (alle Straßenabschnitte zusammen) gibt an, dass die Straße so verwinkelt ist, dass keine „Hauptstraße“ besteht. Stattdessen wird die Länge aller Straßenabschnitte zusammengezählt.
- Herleitung: Ursprung oder Bezug des Namens
- Anmerkungen: zusätzliche Informationen
- Bild: Foto der Straße oder eines anliegenden Objekts

| Name                     | Länge/Maße (in Metern)      | Herleitung                                                                                        | Datum der Benennung | Bemerkungen | Bild                                        |
| ------------------------ | --------------------------- | ------------------------------------------------------------------------------------------------- | ------------------- | --- | ------------------------------------------- |
| Am Handbruch             | 300                         | Bruchgebiet des Handbachs                                                                         |                     | Der Handbach überschwemmte früher ein Gelände, was dadurch zu einem Bruchgebiet wurde, das nach dem Bach „Handbruch“ hieß. Als 1895 der erste Schacht der Zeche Hugo Haniel abgeteuft wurde, verlegte man den Handbach nach Süden und der Handbruch wurde größtenteils trockengelegt. Später vertauschte man die Straßenbezeichnungen „Waldteichstraße“ und „Am Handbruch“, sodass die Waldteichstraße in der Schwarzen Heide durch den namensgebenden Handbruch führt, während Am Handbruch im Ortsteil Waldteich eine Stichstraße zur Bahnstraße bildet. |                                             |
| Am Stadtgraben           | 190                         | Holtener Stadtgraben                                                                              |                     | Der Stadtgraben war neben der Mauer ein wichtiger Teil der Stadtbefestigungen von Holten im Mittelalter. Er war etwa zehn Meter breit und wurde vom Mühlenbach gespeist, der an der Stelle der heutigen katholischen Kirche St. Johann Baptist geteilt wurde und die Stadt umfloss. Die heutige Straße Am Stadtgraben befindet sich am südwestlichen Teil des alten Stadtgrabens und führt von der Burgstraße zum alten „Kirchtor“, das an der Ausfallstraße nach Walsum lag, dort wird sie als Dinslakener Straße fortgesetzt. |                                             |
| Bahnstraße               | 1800                        | Holtener Bahnhof                                                                                  | 1908                | Die Bahnstraße ist die Verbindung von Holten zum Bahnhof an der Grenze zu Schmachtendorf. Die Holtener Bürger drängten 1887 auf den Bau des Haltepunktes und übernahmen die Kosten des Gebäudes, weswegen der Bahnhof, obwohl er auf Hiesfelder Gebiet lag, den Namen „Holten“ erhielt. Ursprünglich wurde die Verbindung der lange Weg genannt, da er die abseits gelegene Stadt Holten mit der nördlichen Landstraße von Dinslaken nach Essen verband. Zwischen der heutigen Drostenkampstraße und der Stadt Holten war sie wohl gepflastert und trug deswegen den Namen Steinweg. Von 1842 bis 1886 hieß sie Zollernstraße und danach Bahnhofstraße, bis sie 1908 den heutigen Namen erhielt. |                                             |
| Bruchsteg                | 350                         | Steg über das Holtener Bruchgebiet                                                                |                     | Der Bruchsteg geht an der Kirche St. Johann von der Bahnstraße ab und führt ostwärts bis zur Flugstraße und zum Kuhweg. |                                             |
| Bunsenstraße             | 250                         | Robert Wilhelm Bunsen, 1811–1899, Chemiker                                                        | 1945                | Die Bunsenstraße ist aufgrund der Nähe zur Ruhrchemie nach dem Chemiker Robert Wilhelm Bunsen benannt, der neben dem Bunsenbrenner für einige weitere chemische Entwicklungen verantwortlich ist. Die Straße verbindet Bahn- und Weißensteinstraße und hieß bis 1937 Ziegelstraße, danach bis 1945 Erich-Fickler-Straße. |                                             |
| Burgstraße               | 500                         | Kastell Holten                                                                                    |                     | Die Burgstraße liegt im Ortskern und führt vom Holtener Marktplatz südwestwärts zum auf Duisburger Gebiet gelegenen Revierpark Mattlerbusch. Sie ist nach der Burg Holten benannt, die erstmals 1188 in einer Urkunde erwähnt wird, zwischen 1302 und 1305 völlig zerstört und 1307 wieder aufgebaut wurde. Zwischen 1598 und 1650 ist die Unterburg zerstört worden, während die große, von Engelbert II. von der Mark errichtete Landesburg lange Zeit bestehen blieb. Heute ist nur noch das Kastell Holten übrig, das 1838 von der Stadt Holten erworben wurde und als Schule benutzt wurde. 1911 wurde es renoviert und zwischen 1968 und 1975 von der Holtener Schützengilde wieder hergerichtet. |                                             |
| Dinslakener Straße       | 220                         | Dinslaken, Nachbarstadt                                                                           |                     | Die Dinslakener Straße führt als Fortsetzung von Am Stadtgraben hinter dem ehemaligen Kirchtor an der Wasserstraße über Wehofen in Richtung Dinslaken. Auf Duisburger Gebiet wird sie als Dinslaker Straße fortgesetzt. Früher hieß sie Mühlenackerstraße. |                                             |
| Drostenkampstraße        | 400                         | „Feld des Drosten“                                                                                |                     | Leiter von Ämtern im Herzogtum Kleve wurden „Drosten“ genannt. Auch in Holten war ein solcher Amtsmann vom Landesherrn eingesetzt worden, der im Kastell residierte und das Nutzungsrecht über Felder in nächster Nähe der Stadt hatte: der „Drostenkamp“. 1806 wurden die Felder des Drostenkamps an die Holtener Bürger verkauft und die 1893 auf dem Gelände angelegte Straße erhielt nach der alten Bezeichnung den Namen „Drostenkampstraße“. Diese Straße führt als Verlängerung der Otto-Roelen-Straße von der Bahnstraße nordwärts nach Barmingholten, wo sie als Graßhofstraße fortgeführt wird. |                                             |
| Elisenstraße             | 300                         | entweder nach dem „Elsenbruch“ oder Elisabeth von der Capellen benannt                            |                     | Die Elisenstraße könnte entweder nach dem alten Elsenbruch, einem Bruchgebiet mit Erlen, benannt sein oder ihren Namen auf die Äbtissin Elisabeth von der Capellen zurückführen, die 1583 vor der Zerstörung des Sterkrader Klosters im Dreißigjährigen Krieg nach Holten flüchtete und sich dort fast 30 Jahre lang aufhielt. Die Elisenstraße verbindet Wasser- und Bahnstraße. |                                             |
| Elsenbruch               | 110                         | „Bruchgebiet mit Erlen“                                                                           |                     | Das Elsenbruch ist das Gelände nördlich der Stadt Holten bei Kastell und Kastellschule. Die Straße ist eine kleine Stichstraße zur Dinslakener Straße ins Bruchgebiet. |                                             |
| Emmericher Straße        | 950 im Stadtteil            | Emmerich am Rhein, Stadt am Niederrhein                                                           | 1929                | Die Emmericher Straße ist die Hauptausfallstraße in Richtung Nordwesten, in Richtung Niederrhein. Sie beginnt am Holtener Bahnhof als Verlängerung der Weseler Straße und durchquert danach Barmingholten. Bis 1929 hieß sie Eltenstraße, zuvor bis 1917 Hiesfelder Straße. |                                             |
| Ernststraße              | 230                         | Ernst I., 1601–1675, Herzog von Sachsen-Gotha-Altenburg                                           |                     | Herzog Ernst I. von Sachsen-Gotha-Altenburg kämpfte im Dreißigjährigen Krieg auf der Seite der Protestanten. Einige der Straßen in der Umgebung sind nach bedeutenden Feldherren des Dreißigjährigen Kriegs benannt. Die Ernststraße liegt im Waldteich als Stichstraße zur Emmericher Straße. |                                             |
| Flugstraße               | 300                         | ehem. Flugplatz Holten                                                                            |                     | Im Holtener Bruchgebiet befand sich vor der Errichtung der Ruhrchemie von 1909 bis 1917 der Flugplatz Holten. Die nach ihm benannte Flugstraße ist eine Verbindung zwischen Bahnstraße und Bruchsteg direkt an der Emscher, ihre Verlängerung als Feldweg bis Biefang heißt Kuhweg. |                                             |
| Graf-von-der-Mark-Straße | 290 ohne Stichstraßen: 200  | Haus Mark, Adelsgeschlecht                                                                        |                     | Das Haus Mark ist ein 1202 begründetes Adelsgeschlecht, das im späten 13. Jahrhundert im Konflikt mit den Erzbischöfen von Köln stand. Um seinen Einfluss auszuweiten, verheiratete Eberhard II. von der Mark seinen Sohn Engelbert II. am 25. Januar 1299 mit Mechthild, der Enkelin von Mechthild von Holten. So gelangte Holten in die Hände der Grafen von der Mark, die dadurch ihren Machtbereich bis an den Niederrhein ausdehnten und Konkurrenten der Grafen von Kleve und Erzbischöfe von Köln wurden. Engelbert II. von der Mark errichtete 1307 das zerstörte Holtener Kastell und verlieh der Landesfestung Holten 1310 die Stadtrechte. So sind die Grafen von der Mark mit der Stadt Holten eng verbunden, weshalb die Stichstraße zur Lützowstraße nach ihnen benannt ist. |                                             |
| Gustav-Adolf-Straße      | 190                         | Gustav II. Adolf, 1594–1632, König von Schweden im Dreißigjährigen Krieg                          |                     | König Gustav II. Adolf von Schweden kämpfte im Dreißigjährigen Krieg auf der Seite der Protestanten. Einige der Straßen in der Umgebung sind nach bedeutenden Feldherren des Dreißigjährigen Kriegs benannt. Die Gustav-Adolf-Straße liegt im Waldteich als Verbindung zwischen Bahn- und Wallensteinstraße. |                                             |
| Habichtstraße            | 120                         | Habicht, Greifvogel                                                                               | 1933                | Die Habichtstraße ist der westliche Teil der GHH-Siedlung am Lindenplatz zwischen Emmericher Straße und Hühnerheidestraße. Sie hieß bis 1933 Bogenstraße und bildet einen Teil der Grenze zwischen Holten und Barmingholten. |                                             |
| Hartfeldstraße           | 110                         | „Hirschfeld“                                                                                      | 1917                | Der Name „Hartfeld“ bedeutet „Hirschfeld“ und ist ein alter Flurname, nach dem diese kleine Stichstraße zur Emmericher Straße benannt wurde. Bis 1917 hieß sie Alleestraße. |                                             |
| Hermannstraße            | 140                         | Hermann Tenter, Hofbesitzer                                                                       |                     | An der Hermannstraße lag einer der ältesten Bauernhöfe des Holtener Lohs, die Tenters Kate, die schon 1794 erwähnt wird und von Gerhard Tenter erbaut worden war. Sein Enkel hieß Hermann mit Vornamen und da man sich damals unter Bekannten prinzipiell mit dem Vornamen anredete, wurde die Zufahrt zu seiner Kate „Hermannsweg“ und später eben Hermannstraße genannt. Die Straße ist eine Stichstraße zur Bahnstraße. |                                             |
| Hippegäßchen (*)         | 130                         | „Ziegengasse“                                                                                     |                     | Das Hippegäßchen trägt offiziell keinen Namen, ist aber in mehreren Karten eingezeichnet. Im Nachschlagewerk „500 Kilometer Oberhausener Straßengeschichte“ von Alfred und Ulrich Lindemann wird es „Hippenweg“ (oder auch „Leihweg“) genannt. Dieser Name wird auf „Hippe“, mundartlich für „Ziege“, zurückgeführt. Die kleine Gasse verbindet Lützow- und Wasserstraße. |                                             |
| Holtener Marktplatz      | 70 × 45                     | Holtener Markt                                                                                    |                     | Schon 1478 bestätigt Herzog Johann von Kleve den Holtener Bürgern das Marktrecht, sodass der Holtener Markt der älteste der Stadt Oberhausen ist. Erst 1899 wurde aber das Areal außerhalb der Stadt für einen Markt hergerichtet, das heute den Namen „Holtener Marktplatz“ trägt. In den 1970er Jahren wurde der Markt ausgebaut und seit 1983 findet wieder ein Wochenmarkt in Holten statt. Auch ist der Holtener Marktplatz Standort des Holtener Maibaums. |                                             |
| Holtener Mühlenweg       | 90                          | Windmühle Brahm                                                                                   |                     | Der Holtener Mühlenweg ist eine Stichstraße zur Siegesstraße. Hier hat Heinrich Brahm aus Meiderich ab 1832 eine Windmühle errichtet, die 1838 den Betrieb aufnahm. |                                             |
| Holzstraße               | 350                         | wahrscheinlich nach dem Waldgebiet „Titjen“                                                       |                     | Die Namensherkunft der Holzstraße ist unbekannt, aber der Name leitet sich wohl davon ab, dass sie durch das „Titjen“, ein zipfelförmiges Waldgebiet, führt. Früher wurde hier der Waldteich durch ein Wehr gestaut, das der „Tapp“ genannt wurde. Als 1621 die Soldaten des Generals Gottfried Heinrich zu Pappenheim Holten belagerten, zerstörten einige Gesellen das Tapp und setzen damit das gesamte Gelände rund um die Stadt unter Wasser. Die Armee Pappenheims flüchtete und die Stadt war somit gerettet. Die Holzstraße verbindet Bahn- und Weißensteinstraße. |                                             |
| Hufstraße                | 300                         | hufförmige Straße                                                                                 |                     | Die Hufstraße ist Teil einer Siedlung der GHH für Bergleute der Zeche Hugo Haniel von 1906 bis 1910 und wurde hufförmig hinter der Emmericher Straße angelegt. |                                             |
| Hühnerheidestraße        | 210                         | Hühnerheide, Waldgebiet                                                                           |                     | Die Hühnerheidestraße liegt nahe am Waldgebiet Hühnerheide, das direkt hinter der Bahnlinie Oberhausen–Arnhem beginnt. Sie liegt in der GHH-Siedlung am Lindenplatz und verbindet Habicht- und Hühnerstraße. |                                             |
| Hühnerstraße             | 130 im Stadtteil            | Hühner, oft in der angrenzenden Hühnerheide vorkommende Vogelgattung                              | 1917                | Die Hühnerstraße ist wie die nahe liegende Hühnerheide nach den dort heimischen Hühnern benannt. Die Straße führt aus Holten nordwärts nach Schmachtendorf und hieß ursprünglich Grünstraße. |                                             |
| Im Lekkerland            | 160                         | Lekkerland, Süßwaren-Handelsfirma                                                                 |                     | Seit 2003 ist im Gewerbegebiet Waldteich die Handelsfirma Lekkerland angesiedelt, nach der diese Stichstraße zu Im Waldteich benannt ist. |                                             |
| Im Waldteich             | 1060 ohne Stichstraßen: 950 | Waldteich, Ortsteil von Holten und Gewerbegebiet                                                  |                     | Im Waldteich liegt mitten im Gebiet zwischen der Ruhrchemie und dem Bahnhof Holten, das als „Waldteich“ ein Ortsteil von Holten und ein Gewerbegebiet entlang der Weißensteinstraße ist, das diese Straße erschließt. |                                             |
| Johann-Tombers-Straße    | 370                         | Johann Tombers, 1899–1977, Gewerkschaftler und Widerständler                                      |                     | Johann Tombers war seit frühester Jugend in der Politik und in Gewerkschaften tätig. Er verbrachte nach 1933 längere Zeit in einem Konzentrationslager. 1939 bis 1964 arbeitete er bei der Ruhrchemie und war seit 1945 ständiges Mitglied im Betriebsrat. Zwischen 1948 und 1949 kämpfte er gegen die Demontage der Ruhrchemie durch die englische Besatzungsmacht und erwarb sich dabei besondere Verdienste. Die nach ihm benannte Straße verbindet Burgstraße und Am Stadtgraben. |                                             |
| Kastellstraße            | 300                         | Kastell Holten                                                                                    |                     | Die Kastellstraße führt von der Burgstraße/Bahnstraße genau auf das Kastell Holten zu und ist daher nach diesem benannt. Hier befindet sich auch die Grundschule Kastellschule. | Kastell Holten an der Kastellstraße         |
| Kathstraße               | 65                          | „Alberskath“, alter Bauernhof                                                                     |                     | Die Kathstraße bildet eine Stichstraße zur Kurfürstenstraße und ist nach der alten Alberskath benannt. |                                             |
| Krumme Straße            | 260                         | krummer Straßenverlauf                                                                            |                     | Die Krumme Straße verläuft kurvenreich zwischen Mechthildis- und Wasserstraße und hieß früher Bellweyerstraße. | Krumme Straße                               |
| Kuhweg                   | 2100                        | „Kuhgraben“, Bachlauf                                                                             |                     | Der Kuhweg ist ein langer Feldweg zwischen Biefang und Holten, der am Kuhgraben entlangführt und daher nach diesem benannt ist. |                                             |
| Küperstraße              | 90                          | „Küperkate“, alter Bauernhof                                                                      |                     | Die Küperstraße liegt als Stichstraße zur Kurfürstenstraße an der Küperkate, die einer alteingesessenen Holtener Familie gehörte, die schon 1510 belegt ist. |                                             |
| Kurfürstenstraße         | 1200 im Stadtteil           | Friedrich Wilhelm, 1620–1688, genannt der „Große Kurfürst“                                        |                     | Zu Ehren des Großen Kurfürsten wurde die Kurfürstenstraße, die von der Siegesstraße nach Biefang führt, benannt. Sie hieß früher auch Leichweg oder Notweg, weil Biefang (damals noch „Amt Holten“) keinen eigenen Friedhof besaß und man die Toten über diesen Weg nach Holten brachte. |                                             |
| Langenbergstraße         | 400                         | Heinrich Langenberg, 1886–1950, Mitbegründer der Wohnungsgenossenschaft Sterkrade                 |                     | Die Langenbergstraße liegt in der 1950/51 durch die Wohnungsgenossenschaft Sterkrade gebauten Siedlung auf dem Drostenkamp. Dort verbindet sie Bahn- und Drostenkampstraße. |                                             |
| Lindenplatz              | 130                         | Platz mit Lindenplatz                                                                             |                     | Die „Neue Siedlung“ der GHH, die 1912/1913 errichtet wurde, hat im Zentrum den Lindenplatz, der seinen Namen von den dort wachsenden Linden hat. |                                             |
| Lindgensstraße           | 140 im Stadtteil            | Lindgens Hof, altes Bauerngut                                                                     |                     | Auf dem ehemaligen Heckmannshof saß jahrhundertelang die Familie Lindemann, später Lindgen, auf. Der Name erscheint erstmals 1623 im Kirchbuch von St. Clemens in Sterkrade. Die Lindgensstraße verbindet die Kurfürstenstraße und die Obere Holtener Straße in Duisburg-Röttgersbach. Bis 1937 hieß sie Luisenstraße. |                                             |
| Lohfeldstraße            | 130                         | „Lohfeld“, Flurbezeichnung                                                                        |                     | Das Lohfeld ist das Gebiet zwischen Drostenkampstraße und Emmericher Straße, das ursprünglich bewaldet war und in frühester Zeit als Ackerboden genutzt wurde. Die Lohfeldstraße liegt als Stichstraße zur Langenbergstraße in der Siedlung am Drostenkamp im westlichen Teil der Hochfläche. |                                             |
| Lützowstraße             | 750                         | Ludwig Adolf Wilhelm von Lützow, 1782–1834, preußischer Generalmajor                              |                     | Die Lützowstraße führt von der Bahnstraße nordwärts nach Walsum, wo sie als Leuthenstraße fortgesetzt wird. Ihr Name erinnert daran, dass in den Befreiungskriegen preußische Soldaten zusammen mit russischen Jägern in Holten stationiert waren. Früher hieß die Straße Leyweg. |                                             |
| Mattlerstraße            | 130                         | „Mattlerhof“, alter Burgmannenhof                                                                 | 1917                | Der Besitz von Mechthildis von Holten wurde nach ihrem Umzug nach Köln anlässlich ihrer Heirat von einer Burgmannengenossenschaft verwalten. Die meisten der Mitglieder dieser Rittergemeinschaft entstammten den Familien von Dinslaken, von Hagen, von Holten, von Horst, von Matlar oder von Stecke. Für ihren Dienst erhielten sie ein Stück Land bei der Burg, um sich einen Hof zu bauen. Einer dieser Höfe war der Hof Mattler, der sich westlich der Burg befand. Der Name lässt sich schon 1256 als „Matlair“ nachweisen und wird in der Folgezeit oft erwähnt, einige einflussreiche Burgmannen gingen aus diesem Geschlecht hervor. Die Mattlerstraße liegt am alten Mattlerhof als Stichstraße zur Dinslakener Straße. Bis 1917 hieß sie Friedhofstraße, benannt nach dem Friedhof der evangelischen Kirchengemeinde, der sich seit 1891 hier befindet.                             |                                             |
| Mechthildisstraße        | 170                         | Mechthild von Holte(n), 1230–1301, Edelherrin und Wohltäterin der Stadt Holten                    | 1935                | Mechthild von Holten führte einen jahrzehntelangen Kampf mit den Erzbischöfen von Köln um den Besitz eines Teils der Holtener Burg. Deswegen bemühte sie sich um die Heirat ihrer Enkelin – die ebenfalls Mechthild hieß – mit dem Grafen Engelbert von der Mark. Mechthild war bekannt für ihre großen Wohltaten. So schenkte sie zum Beispiel den Sterkrader Zisterzienserinnen die Kirche und das Patronatsrecht sowie die Mühle. Mechthild hatte ein so hohes Ansehen als Wohltäterin Holtens, dass bis heute das Neun-Uhr-Läuten als Brauch an sie erinnert. Die Mechthildisstraße führt von der Kastellstraße bis hinter die Krumme Straße. Hier befand sich bis 1933 die alte Synagoge Holten, außerdem liegt zwischen Mechthildis- und Bahnstraße die katholische Kirche St. Johann Baptist. Bis 1935 hieß sie deswegen Kirchstraße, trug ursprünglich aber den Namen Hinter der Mauer. | St. Johann Baptist an der Mechthildisstraße |
| Mittelstraße             | 80                          | mittlere Straße                                                                                   |                     | Die Mittelstraße liegt zwischen der Kastellstraße und der Krummen Straße. Im Truchsessischen Krieg flohen 1583 die Nonnen des Klosters Sterkrade unter Äbtissin Anna von der Horst aus dem niedergebrannten Kloster auf ihren Hof nach Holten, wo sie bis 1618 blieben. Anna von der Horst wohnte bis zu ihrem Tod 1586 in einem Turm an der Straße, die daher Klosterstraße genannt wurde. |                                             |
| Nachtwächterweg          | 95                          | erinnert an die Nachtwächter                                                                      |                     | Der Nachtwächterweg verläuft auf der Trasse der alten Hamborner Straßenbahn, die bis 1966 befahren wurde. Er verbindet die Vennstraße mit dem Holtener Markt und erinnert an die mittelalterlichen Nachtwächter von Holten. |                                             |
| Otto-Roelen-Straße       | 550                         | Otto Roelen, 1897–1993, Chemiker und Forschungsleiter auf der Ruhrchemie                          | 1994                | Die Otto-Roelen-Straße ist aufgrund der Nähe zur Ruhrchemie nach dem Chemiker Otto Roelen benannt. Sie führt als Stichstraße zur Bahnstraße auf das Werksgelände und hieß bis 1994 Bruchstraße. |                                             |
| Robert-Bosch-Straße      | 75                          | Robert Bosch, 1861–1942, deutscher Industrieller und Erfinder                                     |                     | Die Robert-Bosch-Straße ist eine kurze Verbindung zwischen Elisen- und Lützowstraße. |                                             |
| Roggenstraße             | 150                         | „Roggenkamp“, Flurname                                                                            |                     | Die Roggenstraße liegt als Stichstraße zur Bahnstraße in Alt-Holten auf einem Gelände, auf dem früher Roggen angebaut wurde. |                                             |
| Schulstraße              | 70                          | ehem. Evangelische Schule                                                                         |                     | An der Schulstraße wurde seit 1615 auf dem Pastoratshof die Schule der Stadt Holten betrieben, die 1843 ins Kastell zur 1842 gegründeten katholischen Schule übersiedelte. Die katholische Schule erhielt 1911 ein eigenes Gebäude an der Flugstraße, während die evangelische Schule 1914 in die Schlossschule, die spätere Kastellschule umzog. 1939 wurde die katholische Schule geschlossen, in den 1970er Jahren das alte Gebäude der Kastellschule abgerissen. Heutzutage befindet sich nur noch die Kastellschule neben dem Kastell Holten an der Kastellstraße als Grundschule in Holten. Die Schulstraße ist eine Stichstraße zur Kastellstraße an der Evangelischen Kirche, wo sich heute noch der Kindergarten und das Pfarramt befinden. |                                             |
| Siegesstraße             | 650                         | Siegreicher Anfang des Ersten Weltkriegs                                                          | 1917                | Im Freudentaumel über die vielen Siege der deutschen Truppen im Ersten Weltkrieg erhielt die ehemalige Hirschackerstraße 1917, als sie umbenannt werden musst, diesen Namen. Die Siegesstraße führt vom Holtener Markt in südwestliche Richtung nach Röttgersbach, wo sie als Obere Holtener Straße fortgesetzt wird. |                                             |
| Sternstraße              | 60 im Stadtteil             | beginnt am Sternplatz in Schmachtendorf                                                           | 1917                | Die Sternstraße beginnt in Holten und führt nordostwärts nach Schmachtendorf, am Sternplatz vorbei, nach dem sie benannt ist. Die Straße hieß ursprünglich Hugostraße, nach der benachbarten Zeche Hugo Haniel. |                                             |
| Tillystraße              | 210                         | Johann T’Serclaes von Tilly, 1559–1632, Heerführer der Katholischen Liga im Dreißigjährigen Krieg | 1900                | Tilly kämpfte im Dreißigjährigen Krieg auf der Seite der Katholischen Liga. Einige der Straßen in der Umgebung sind nach bedeutenden Feldherren des Dreißigjährigen Kriegs benannt. Die Tillystraße bildet eine Stichstraße zur Bahnstraße. Bis 1900 war sie Teil der Ernststraße. |                                             |
| Vennstraße               | 700                         | „Vennbach“, Bachlauf                                                                              |                     | Die Vennstraße führt am ehemaligen Vennbach entlang, der das Holtener Bruch zum Röttgersbach hin entwässerte. Sie beginnt an der Burgstraße und endet im Holtener Bruch hinter der Siegesstraße. Im 18. und 19. Jahrhundert wurde sie Vullichtsteg genannt. |                                             |
| Wallensteinstraße        | 230                         | Albrecht von Wallenstein, 1583–1634, Feldherr im Dreißigjährigen Krieg                            |                     | Wallenstein kämpfte im Dreißigjährigen Krieg auf der Seite der Katholischen Liga. Einige der Straßen in der Umgebung sind nach bedeutenden Feldherren des Dreißigjährigen Kriegs benannt. Die Wallensteinstraße bildet eine Verbindung zwischen Bahn- und Gustav-Adolf-Straße. |                                             |
| Wasserstraße             | 400                         | ehem. Waschplatz am Stadtgraben                                                                   |                     | Nach dem Abriss der Stadtmauern 1780 gab es an dieser Straße einen Zugang zum Stadtgraben, weshalb man hier einen allgemeinen Waschplatz einrichtete. Die Wasserstraße führt von der Elisenstraße zur Dinslakener Straße. |                                             |
| Weißensteinstraße        | 1500 im Stadtteil           | „Weißer Stein“, Granitfindling im Holtener Bruch                                                  | 1945                | Ein weißer Granitfindling befand sich an der heutigen Autobahnbrücke, der die Grenze zwischen Holten und Sterkrade markierte und für den Namen des Forsthauses „Am Weißen Stein“ und für den Namen der Weißensteinstraße sorgte. Die Weißensteinstraße führt aus dem Waldteich in Richtung Weierheide durch das Gewerbegebiet Waldteich. Bis 1945 hieß sie Ruhrchemiestraße. |                                             |
| Weseler Straße           | 800 im Stadtteil            | Wesel, Stadt am Niederrhein                                                                       | 1917                | Die Weseler Straße führt aus Alsfeld in Richtung Niederrhein und ist daher nach der Stadt Wesel benannt. Sie unterquert die Bundesautobahn 3 und verläuft danach bis zum Holtener Bahnhof auf Holtener Gebiet, dahinter wird sie als Emmericher Straße fortgeführt. Bis 1937 hieß sie in Holten Sterkrader Straße. |                                             |
| Wöhlerstraße             | 70                          | Friedrich Wöhler, 1800–1882, Chemiker                                                             |                     | Die Wöhlerstraße aufgrund der Nähe zur Ruhrchemie nach dem Chemiker Friedrich Wöhler benannt. Sie bildet eine kurze Stichstraße zur Bahnstraße im Waldteich. Im Mittelalter war sie Grenze zwischen Holten und Hiesfeld und daher Standort des Galgens, auf dem 1715 Herman Goldeberg („der Fischer“) als letzter Verbrecher erhängt wurde. |                                             |
| Zum Röttgersbach         | 120                         | Röttgersbach, ehem. Bachlauf                                                                      | 1937                | Die kleine Stichstraße zur Lindgensstraße ist nach dem Bachlauf Röttgersbach benannt. Bis 1937 hieß sie Sandstraße. |                                             |

## Liste nicht mehr vorhandener Straßen in Holten
In der Übersicht erwähnte vormalige Straßennamen oder gelöschte Straßen werden hier ausführlich erläutert.
| Name                 | von  | bis       | umbenannt in (aktuell) | Herleitung | Bemerkungen                                                                             |
| -------------------- | ---- | --------- | ---------------------- | --- | --------------------------------------------------------------------------------------- |
| Alleestraße          |      | 1917      | → Hartfeldstraße       | |                                                                                         |
| Am Landwehrgraben    |      |           | eingezogen             | „Landwehrgraben“ (auch „Waldteichgraben“), Bachlauf |                                                                                         |
| Bahnhofstraße        | 1886 | 1908      | → Bahnstraße           | Die Straße führt von Alt-Holten zum Bahnhof Oberhausen-Holten. |                                                                                         |
| Bellweyerstraße      |      |           | → Krumme Straße        | Der Rand des Stadtgrabens war hier mit „Bellen“, Pappeln bepflanzt. |                                                                                         |
| Bogenstraße          |      | 1933      | → Habichtstraße        | Die Straße verbindet bogenförmig Eltenstraße (Emmericher Straße) und Hühnerheidestraße. |                                                                                         |
| Bruchstraße          |      | 1994      | → Otto-Roelen-Straße   | Die Bruchstraße liegt im Holtener Bruch. |                                                                                         |
| Der lange Weg        |      | 1842      | → Bahnstraße           | Der lange Weg verband die abseits gelegene Stadt Holten mit der Landstraße von Dinslaken nach Essen. | 1842 wurden der lange Weg und der Steinweg zur Zollernstraße zusammengefasst.           |
| Elsterstraße         |      |           | eingezogen             | | Die Straße lag neben der Elisenstraße an der katholischen Kirche St. Johann.            |
| Eltenstraße          | 1917 | 1929      | → Emmericher Straße    | Elten, Stadtteil von Emmerich | Vor 1917 hieß die Straße Hiesfelder Straße.                                             |
| Erich-Fickler-Straße | 1937 | 1945      | → Bunsenstraße         | Erich Fickler, 1874–1935, Unternehmer im Ruhrgebiet und Finanzier der NSDAP |                                                                                         |
| Friedhofstraße       |      | 1917      | → Mattlerstraße        | Friedhof der evangelischen Kirchengemeinde |                                                                                         |
| Grünstraße           |      | 1917      | → Hühnerstraße         | |                                                                                         |
| Hiesfelder Straße    |      | 1917      | → Emmericher Straße    | Hiesfeld, Stadtteil von Dinslaken | Nach 1917 hieß die Straße zunächst bis 1929 Eltenstraße.                                |
| Hinter der Mauer     |      |           | → Mechthildisstraße    | | Später hieß die Straße zunächst Kirchstraße.                                            |
| Hirschackerstraße    |      | 1917      | → Siegesstraße         | Die Straße lag an einem Acker, auf dem Hirse wuchs. |                                                                                         |
| Hugostraße           |      | 1917      | → Sternstraße          | nahegelegene Zeche Hugo Haniel |                                                                                         |
| Kirchstraße          |      | 1935      | → Mechthildisstraße    | Katholische Kirche St. Johann Baptist | Die Straße hieß ursprünglich Hinter der Mauer.                                          |
| Klosterstraße        |      |           | → Mittelstraße         | Im Truchsessischen Krieg flohen 1583 die Nonnen des Klosters Sterkrade unter Äbtissin Anna von der Horst aus dem niedergebrannten Kloster auf ihren Hof nach Holten, wo sie bis 1618 blieben. Anna von der Horst wohnte bis zu ihrem Tod 1586 in einem Turm an der Straße, die daher Klosterstraße genannt wurde. |                                                                                         |
| Leichweg             |      |           | → Kurfürstenstraße     | Über diesen Weg schaffte man früher die Toten aus Biefang nach Holten, da Biefang lange Zeit keinen eigenen Friedhof besaß. |                                                                                         |
| Leyweg               |      |           | → Lützowstraße         | |                                                                                         |
| Luisenstraße         |      | 1937      | → Lindgensstraße       | |                                                                                         |
| Mühlenackerstraße    |      |           | → Dinslakener Straße   | |                                                                                         |
| Ostwaldstraße        |      | nach 1938 | eingezogen             | | Die Ostwaldstraße verband die Wöhlerstraße mit der Holzstraße.                          |
| Ruhrchemiestraße     |      | 1945      | → Weißensteinstraße    | Ruhrchemie |                                                                                         |
| Sandstraße           |      | 1937      | → Zum Röttgersbach     | |                                                                                         |
| Steinweg             |      | 1842      | → Bahnstraße           | Es handelte sich wohl um einen gepflasterten Weg, im Gegensatz zum Abschnitt der heutigen Bahnstraße nördlich der Drostenkampstraße. | 1842 wurden der Steinweg und der nördliche Lange Weg zur Zollernstraße zusammengefasst. |
| Sterkrader Straße    |      | 1937      | → Weseler Straße       | Die Straße führt nach Sterkrade. |                                                                                         |
| Vullichtsteg         |      |           | → Vennstraße           | Der Name leitet sich wohl von „Vullicht, Fullek“ für Aas ab und deutet darauf hin, dass hier, außerhalb der Stadt, gestorbenes Vieh vom Abdecker verscharrt wurde. |                                                                                         |
| Ziegelstraße         |      | 1937      | → Bunsenstraße         | Hier befanden sich viele Feldbrandöfen zur Ziegelproduktion. | Nach 1937 hieß die Straße zunächst Erich-Fickler-Straße.                                |
| Zollernstraße        | 1842 | 1886      | → Bahnstraße           | | Nach 1886 hieß die Straße zunächst Bahnhofstraße.                                       |